# Bassoniste

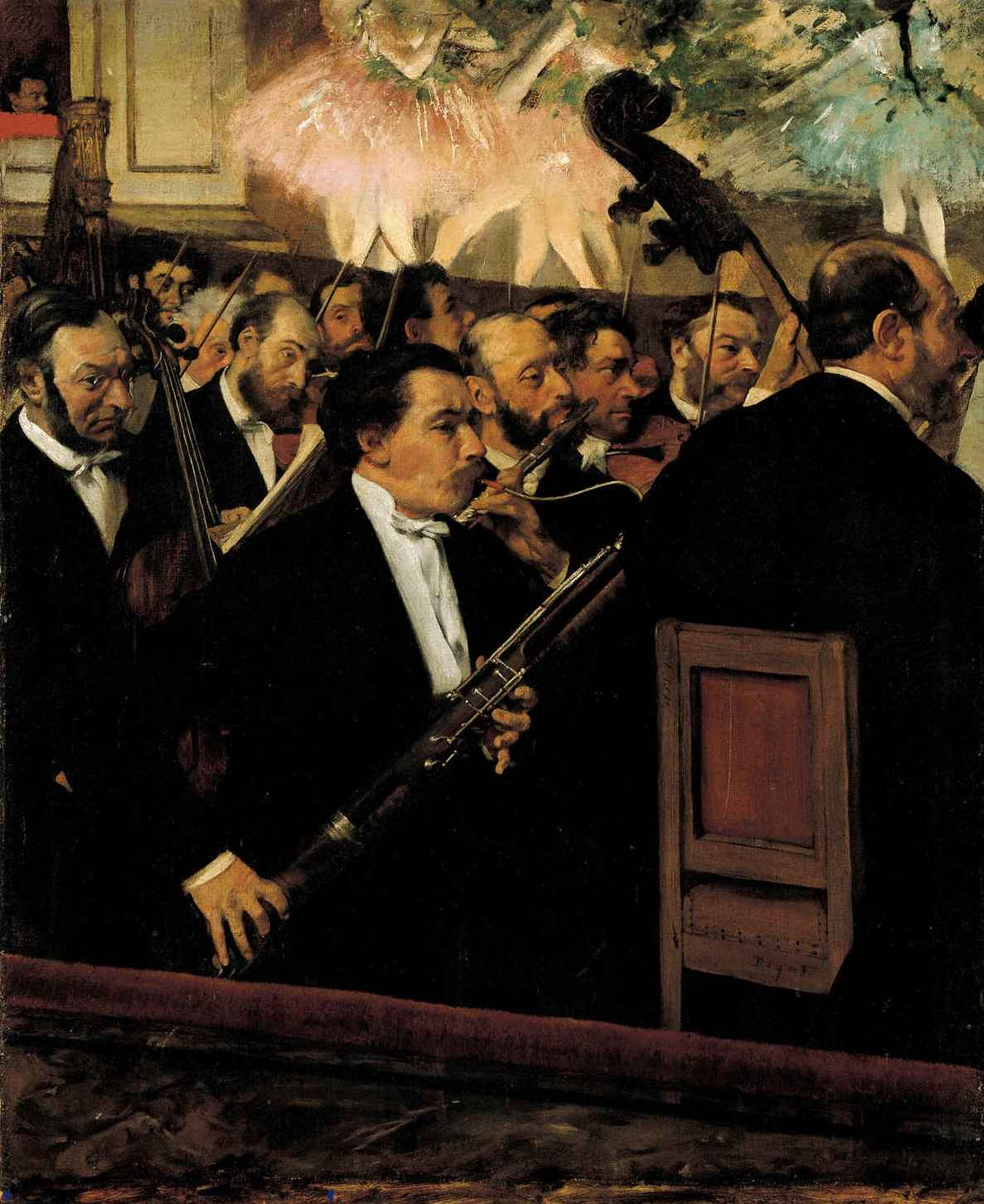
Le bassoniste Désiré Dihau dans L'Orchestre de l'Opéra (1870) par Edgar Degas.

En musique, un bassoniste est un musicien qui joue du basson, instrument à vent de la famille des bois à anche double.
Un orchestre symphonique comprend en général deux ou trois bassons.
On retrouve également le basson en musique de chambre et dans les orchestres d'harmonie. 
Le spécialiste jouant du contrebasson s'appelle un contrebassoniste. 
Le genre le plus courant pour les bassonistes est la musique classique, mais on trouve aussi des bassonistes dans le jazz.
Les bassonistes nommés ci-dessous ont marqué l’évolution de l’instrument par leur virtuosité, leur enseignement, leur amitié avec un compositeur, leurs compositions et ou leurs méthodes instrumentales.

## Les bassonistes baroques
- Paolo Girolamo Besozzi (en) (1704-1778)[1]
- Adolphe Blaise (1737-1772)
- Ernst Eichner (1740-1777)

## Les bassonistes classiques et romantiques
- Georg Wenzel Ritter (1748–1808)[1]
- Étienne Ozi (1754-1813)[1]
- François Devienne (1759-1803)[1]
- Georg Friedrich Brandt (1773-1836)[1]
- François-René Gebauer (1773-1845)
- Carl Almenräder(1786–1846)[1]
- Frédéric Berr (1794-1838)[1]
- Jean-François-Barthélémy Cokken (1801-1875)[1]
- Jean-Baptiste-Joseph Willent-Bordogni (1809-1852)[1]
- Eugène Jancourt (1815-1901)[1], un des créateurs du basson de style Buffet
- Désiré Dihau (1833-1909)
- Julius Weissenborn (en) (1837–1888)[1]
- Ludwig Milde (en) (1849-1913)[1]
- Eugène Bourdeau (1850-1926)[1]

## Les bassonistes desXXeetXXIesiècles
- Fernand Oubradous (1903-1986)
- Paul Hongne (1919-1982)
- Maurice Allard (1923-2004)[1]
- William Waterhouse (1931–2007)
- Klaus Thunemann (né en 1937)[1]
- Milan Turković (né en 1939)[1]
- Gilbert Audin (né en 1956)[1]
- Pascal Gallois (né en 1959)[1]
- Sergio Azzolini (né en 1967)[1]

## Les bassonistes et le jazz
- Alexandre Ouzounoff
- Jean-Jacques Decreux
- Michael Rabinowitz[1]
- Karen Borca
- Paul Hanson[1]
- Javier Abad
- Daniel Smith